# Dècada del 340 aC

## Esdeveniments
- Pau entre Atenes i Macedònia (pau de Filòcrates)
- Roma venç les guerres amb els samnites i etruscs
- Aristòtil ensenya el jove Alexandre Magne

## Personatges destacats
- Demòstenes de Peània
- Èsquines d'Atenes
- Mentor de Rodes
- Artaxerxes III de Pèrsia